# Мильон терзаний
«Миллион терзаний» — критическая статья русского писателя Ивана Александровича Гончарова. Написана в 1872 году и посвящена нестареющей, всегда актуальной комедии в четырёх действиях А. С. Грибоедова «Горе от ума», испорченному условной моралью обществу и Чацкому — борцу за свободу и обличителю лжи, который не исчезнет из общества. Чацкий выступает как свободомыслящий, прослывший для "Фамусовской Москвы" сумасшедшим. Само название статьи происходит от фразы Чацкого из «Горя от ума». Гончаров особо подчёркивает, что произведение Грибоедова не утратило своей важности с тех времён.